# Charmören (film, 1966)
Charmören (franska: Tendre Voyou) är en fransk-italiensk komedifilm från 1966 i regi av Jean Becker.

## Rollista i urval
- Jean-Paul Belmondo - Tony
- Nadja Tiller - Minna von Strasshofer
- Mylène Demongeot - Muriel
- Stefania Sandrelli - Veronique
- Maria Pacôme - Germaine
- Jean-Pierre Marielle - Bob
- Robert Morley - lord Swift
- Philippe Noiret - Gabriel Dumonceaux
- Geneviève Page - Beatrice Dumonceaux
- Micheline Dax - Marjorie
- Michèle Girardon - flickan från Ritz
- Peter Carsten - Otto Hanz